# Delegierter für das Flüchtlingswesen

Peter Arbenz, Delegierter für das Flüchtlingswesen

Der Delegierte für das Flüchtlingswesen war der Direktor des Amts des Delegierten für das Flüchtlingswesen (DFW) im Eidgenössischen Justiz- und Polizeidepartement (EJPD) der Schweiz.

## Geschichte
Die Stelle eines Delegierten des Bundesrates für das Flüchtlingswesen wurde Ende 1985 auf Initiative von Bundesrätin Elisabeth Kopp geschaffen. Damit wollte der Bundesrat die Lösung der zum Dauerproblem gewordenen Flüchtlingssituation institutionell unterstützen.
Vom Amt des Delegierten für das Flüchtlingswesen entstand das Bundesamt für Flüchtlinge (BFF) im Rahmen der Asylgesetzrevision von 1990. Das BFF wurde 2005 mit dem Bundesamt für Zuwanderung, Integration und Auswanderung (IMES) zusammengelegt, so entstand das Bundesamt für Migration.

## Amtsleitung
Einziger Delegierter für das Flüchtlingswesen war der vorherige Winterthurer Stadtrat Peter Arbenz (FDP), der 1990–1993 als erster Direktor des Bundesamtes für Flüchtlinge wirkte. Als Flüchtlingsdelegierter leitete Arbenz auch die von Bundesrätin Kopp 1987 eingesetzte interdepartementale Strategiegruppe «Asyl- und Flüchtlingspolitik», welche für den Bundesrat langfristige Pläne entwickelte. Arbenz wurde 1997 mit dem «Preis für Menschlichkeit» der «Stiftung gegen Rassismus und Antisemitismus» und der «Gesellschaft Minderheiten in der Schweiz» ausgezeichnet, „in Anerkennung dafür, dass er alle seine verschiedenen, teilweise sehr schwierigen Aufgaben human und mit menschlichem Einfühlungsvermögen erfüllt hat. Er hat das insbesondere als Delegierter des Bundesrates für das Flüchtlingswesen und anlässlich seiner humanitären Missionen in den letzten Jahren (Bosnien/Herzegowina) bewiesen. Er hat in vorbildlicher Weise durch seine Handlungen Vorschläge aufgezeigt, dass auch schwierige Aufgaben menschlich und unbürokratisch gelöst werden können“, so die damalige Preisbegründung.
Stellvertretender Direktor des Delegierten für das Flüchtlingswesen war Urs Hadorn, der 1990 zum stellvertretenden Direktor des Bundesamtes für Flüchtlinge (BFF) ernannt und 2004 mit der interimistischer Leitung vom BFF beauftragt wurde.

## Ziele und Aufgaben
Ein wesentliches Ziel dieser Koordinationsstelle bestand in einer verstärkten Reaktionsfähigkeit auf unvorhergesehene Lagen und damals noch nicht erkennbare Probleme. Der Delegierte war unmittelbar dem Eidgenössischen Justiz- und Polizeidepartement unterstellt. Dabei waren ihm die Aufgaben und Zuständigkeiten übertragen, die vorher gemäss Asylgesetz in die Kompetenz des Bundesamtes für Polizeiwesen fielen, so u. a. der Entscheid über die Anerkennung von Flüchtlinge.  Der Delegierte beriet zudem das Departement in Flüchtlingsfragen und koordinierte die Aufgaben des Bundes mit denen der Kantone und Flüchtlingshilfswerke. Er hatte die Zusammenarbeit auf internationaler Ebene wahrzunehmen und das Departement bei ausländischen und internationalen Stellen, im Besonderen beim UNO-Hochkommissariat für Flüchtlinge (UNHCR), zu vertreten.